# The Road to Cincinnati
«The Road to Cincinnati» (titulado «El Camino a Cincinnati» en Hispanoamérica y «Carretera a Cincinnati» en España) es el octavo episodio de la trigésimasegunda temporada de la serie de televisión animada estadounidense Los Simpson, y el episodio 692 en total. Se emitió en los Estados Unidos en Fox el 29 de noviembre de 2020. El episodio fue dirigido por Matthew Nastuk y escrito por Jeff Westbrook.
Hannibal Buress actuó como invitado como el director Finch y Jason Bateman apareció como él mismo. En el episodio aparecen el superintendente Chalmers y el director Skinner yendo a Cincinnati. Recibió críticas mixtas y fue visto en directo en Estados Unidos por 1,63 millones de espectadores.

## Trama
Cuando el superintendente Chalmers es seleccionado para dar el discurso de apertura en una convención de administradores en Cincinnati, elige al popular director Finch como su acompañante. Durante la detención, Bart observa la falta de respeto de la escuela hacia el director Skinner y le insta a mejorar su juego para ganar el puesto. Cuando Finch cae enfermo por una intoxicación alimentaria, Skinner se ofrece voluntario en su lugar y Chalmers acepta a regañadientes.
Las cosas empiezan mal cuando Skinner comprueba en el aeropuerto la bolsa con la medicina para la ansiedad de Chalmers, lo que le provoca un ataque de pánico y le expulsa del vuelo. Skinner se ofrece voluntario para conducir los 800 kilómetros hasta la convención. La pareja se enfrenta a una serie de obstáculos, entre ellos un improvisado Shakespeare que hace autostop, un tribunal de tráfico y una banda de ciclistas furiosos; pero al final empiezan a estrechar lazos. Una noche, en una pensión, Skinner escucha por casualidad una conversación telefónica entre Chalmers y Finch, en la que se revela que Chalmers planeaba sustituir a Skinner por Finch como director. Furioso, Skinner se enfrenta a su jefe, admitiendo que había envenenado deliberadamente a Finch para mantenerlo fuera del viaje. Ambos se pelean y Chalmers se dirige solo a Cincinnati.
En el discurso de apertura, Chalmers intenta revisar su discurso, pero entonces ve que tiene una pila de fichas marcadas como «Road Trip Conversation Starters, Seymour Skinner», y se da cuenta de que accidentalmente cambiaron las chaquetas, y posteriormente, Skinner tiene su discurso. Chalmers empieza a ahogarse. Sin embargo, es capaz de estrechar lazos con los demás superintendentes sobre historias de subordinados ineptos, y acaba elogiando a Skinner, que acaba de llegar para entregar las notas. Ambos se reconcilian y Chalmers pronuncia su discurso. A su regreso a Springfield, Skinner se gana el respeto de los escolares y se reúne con Chalmers para una comida amistosa en un restaurante de chili.
En la escena de la etiqueta, Marge sorprende a la familia con entradas para el grupo de improvisación, para gran consternación de ellos.

## Producción

### Desarrollo
El productor ejecutivo Matt Selman quería explorar la relación Skinner-Chalmers con un episodio de viaje por carretera. Se eligió Cincinnati como lugar de la convención porque Selman pensó que representaba la América Central, donde tendría lugar una convención de este tipo. Selman quería incluir referencias al cincinnati chili, y el guionista Jeff Westbrook añadió chistes sobre los estilos de chili «a tres bandas» y «a cuatro bandas». Como parte de la investigación, los productores pidieron por correo una gran caja de Skyline Chili, que venía en latas y bolsas. A algunos guionistas no les gustó el sabor, pero a Selman le encantó. Cuando la pandemia de COVID-19 obligó a producir el programa a distancia, Selman se llevó el chile a casa.
El diseño de animación de Cincinnati se hizo en Los Ángeles antes de enviarlo a Corea del Sur para su animación y coloreado en varios fotogramas. En la animación final, Selman se dio cuenta de que Skinner y Chalmers comían chile de Cincinnati en cuencos en vez de en platos, pero era demasiado caro reanimarlo. El estilo de los créditos finales coincide con los de la serie de televisión WKRP in Cincinnati, de la que Selman es fanático.

### Reparto
Debido a la escasa aparición de la familia Simpson, los actores habituales interpretaron otros papeles. Dan Castellaneta puso voz al sheriff, Julie Kavner al pavo de apoyo emocional y Yeardley Smith a uno de los actores de improvisación. Hannibal Buress aparece como invitado en el episodio en el papel del director Finch, y Jason Bateman aparece como él mismo.

### Música
Una versión instrumental del tema de apertura de WKRP en Cincinnati suena cuando Chalmers llega a Cincinnati. Una versión con letra suena mientras Skinner y Chalmers comen chili. El tema de cierre de la serie suena en los créditos finales.

### Lanzamiento
En 2020, Fox publicó ocho imágenes promocionales del episodio. El episodio estaba originalmente programado para emitirse el 8 de noviembre de 2020, sin embargo, debido a que fue adelantado por «The 7 Beer Itch», que fue adelantado por «Treehouse of Horror XXXI», que fue adelantado por el séptimo juego de la Serie de Campeonato de la Liga Nacional 2020, el episodio fue reprogramado para emitirse el 29 de noviembre de 2020.

## Recepción

### Audiencia
En los Estados Unidos, el episodio fue visto en directo por 1,63 millones de espectadores.

### Respuesta de la crítica
Tony Sokol de Den of Geek dijo: «A Dios pongo por testigo de que creía que los pavos podían volar, y creo que una de las cosas buenas de elegir Cincinnati como escenario es la excusa para escuchar los dos temas de WKRP in Cincinnati. Lamentablemente, eso es lo más destacado de un viaje bastante flojo. Esto es lo que el aprendizaje a distancia hace a Los Simpson. «El camino a Cincinnati» está empedrado con demasiadas buenas intenciones. El profesorado de Springfield consigue salir de la ciudad, pero al final no hay otro sitio al que ir que Cincinnati». También le dio al episodio tres de cinco estrellas.
Jesse Bereta de Bubbleblabber puntuó el episodio con un 9/10: «Lo más emocionante de este episodio fue que permitió a los personajes secundarios contar su historia durante todo el episodio. Nos hemos acostumbrado a episodios con dos tramas que presentan a personajes como estos viviendo su aventura mientras algo más ocurre en la casa de los Simpson. Como era de esperar, esto era preferible». John Kiesewetter de WVXU opinó que la animación de los muelles de Cincinnati era «impresionantemente detallada» y que el episodio era una «carta de amor» a la ciudad.